# Charnay-lès-Chalon
Charnay-lès-Chalon ist eine französische Gemeinde mit 192 Einwohnern (Stand: 1. Januar 2022) im Département Saône-et-Loire in der Region Bourgogne-Franche-Comté (vor 2016 Bourgogne). Sie gehört zum Arrondissement Chalon-sur-Saône und ist Teil des Kantons Gergy (bis 2015 Verdun-sur-le-Doubs). 

## Geografie
Charnay-lès-Chalon liegt etwa 29 Kilometer nordöstlich von Chalon-sur-Saône zwischen Saône und Doubs. Umgeben wird Charnay-lès-Chalon von den Nachbargemeinden Écuelles im Norden, Chivres im Norden und Nordosten, Mont-lès-Seurre im Nordosten, Pontoux im Osten und Südosten, Saunières im Süden sowie Bragny-sur-Saône im Westen und Südwesten.

## Bevölkerungsentwicklung
| Jahr                       | 1962 | 1968 | 1975 | 1982 | 1990 | 1999 | 2006 | 2011 | 2016 | 2019 |
| Einwohner                  | 249  | 231  | 211  | 181  | 173  | 178  | 178  | 180  | 184  | 190  |
| Quellen: Cassini und INSEE |      |      |      |      |      |      |      |      |      |      |

## Sehenswürdigkeiten
- Kirche Saint-Grégoire-le-Grand
- Friedhofskreuz, Monument historique seit 1930

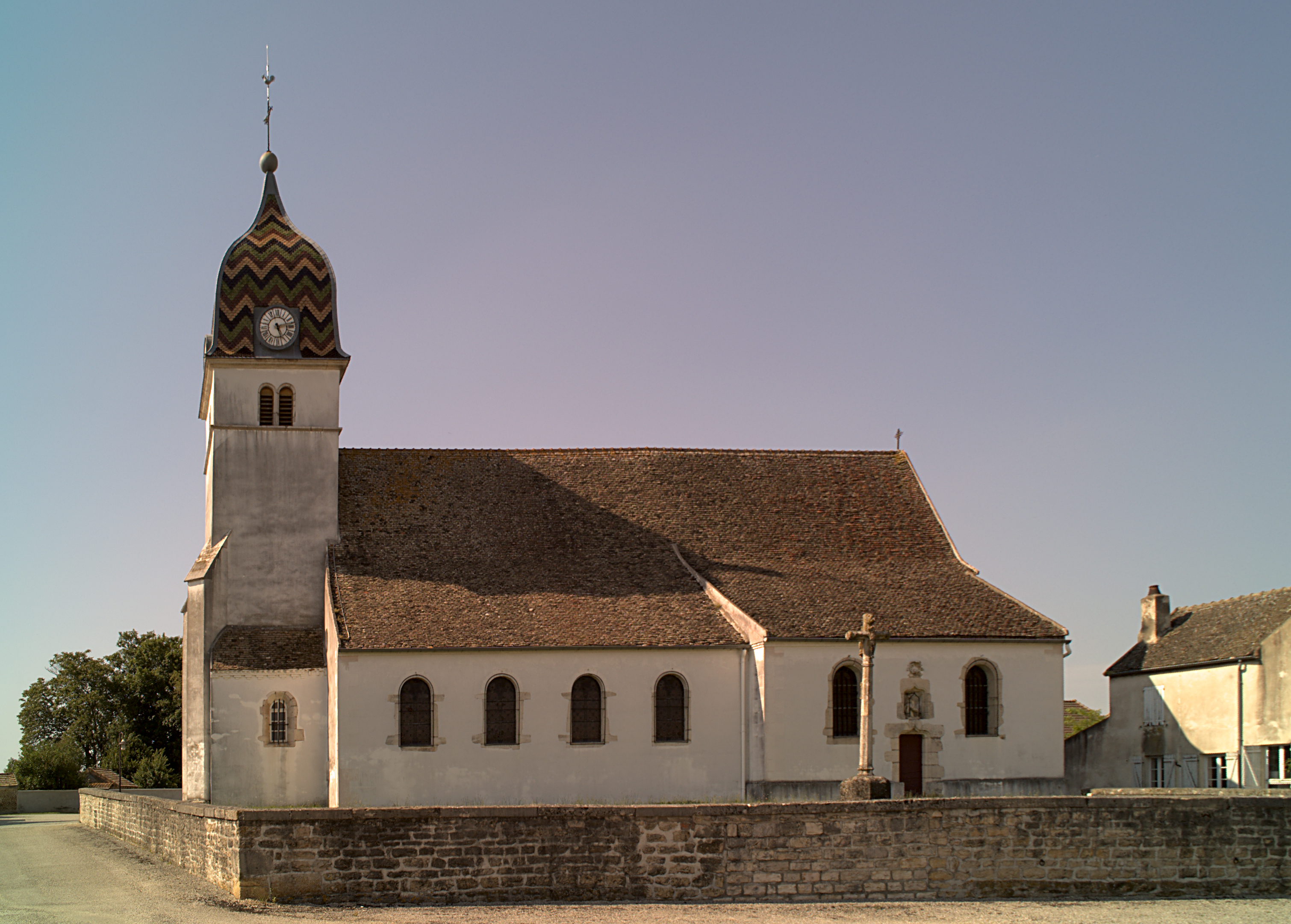
Kirche Saint-Grégoire-le-Grand